# Banco Itaú
Banco Itaú S.A. fue un banco brasileño con sede en São Paulo, en el estado homónimo. Fundado en 1945, en 2008 se fusionó con Unibanco, creando el conglomerado bancario Itaú Unibanco.

## Historia
El Banco Itaú fue fundado en 1945 con el nombre de Banco Central de Crédito; posteriormente cambió su nombre a Banco Federal de Crédito. En 1964, se formó el Banco Federal Itaú SA como resultado de la fusión del Banco Federal de Crédito y el Banco Itaú, un banco rural perteneciente a un grupo originado en Itaú de Minas, en el estado de Minas Gerais. Ya a fines de los años 1960, el Banco Itaú adquirió el Banco Sul Americano (1966) y el Banco da América (1969).
En la década de 1970 se fusionó con el Banco Aliança de Río de Janeiro (1973), el Banco Português do Brasil (1974) y el Banco União Comercial (1974). En 1979 abrió sus primeras operaciones en el exterior con una oficina de representación en la ciudad de Nueva York y una filial en Buenos Aires.
En la década de 1980, adquirió sólo un banco pequeño, el Banco Pinto de Magalhães (1985). Aun así, esto le permitió seguir creciendo mientras otros bancos brasileños se hacían más pequeños. En 1984, convirtió su oficina de representación en Nueva York en una sucursal.
En los años 1990, adquirió el BFB (Banco Francês e Brasileiro) (1995) de Crédit Lyonnais, y también varios antiguos bancos estatales privatizados:
- 1997: Banerj (Río de Janeiro)
- 1998: BEMGE (Minas Gerais)
- 2000: Banestado (Paraná)
- 2001: BEG (Goiás)

Durante la década de 1990, el Banco Itaú invirtió fuertemente en automatización, incluidos cajeros automáticos y máquinas instaladas en las instalaciones de los clientes. Al mismo tiempo, recortó su personal en más del 50 %.
En 1994 amplió sus operaciones internacionales fundando el Banco Itaú Europa y el Itaú Bank en las Islas Caimán. En 1997 adquirió Bamerindus Luxemburgo, hoy Banco Itaú Europa Luxemburgo.
En 1996, junto con Bankers Trust crearon Itaú Bankers Trust Banco de Investimento, el actual Itauvest Banco de Investimento. 
En 1998 adquirió el 100% del capital del Banco del Buen Ayre de Argentina y lo incorporó a la propiedad del Banco Itaú Argentina. Se le conoció como Banco Itaú Buen Ayre. En la actualidad su razón social es banco Itaú Argentina S.A.
Banco Itaú también tiene una participación importante en el Banco BPI, uno de los mayores bancos de Portugal. En 2002, el Banco Itaú se unió al Banco BBA-Creditanstalt SA (BBA) para crear, en 2003, el Banco Itaú-BBA , el mayor banco mayorista de Brasil. Ese mismo año, adquirió el Banco Fiat, junto con todas las actividades de financiación de automóviles de Fiat. En 2004 abrió una sucursal en Tokio.

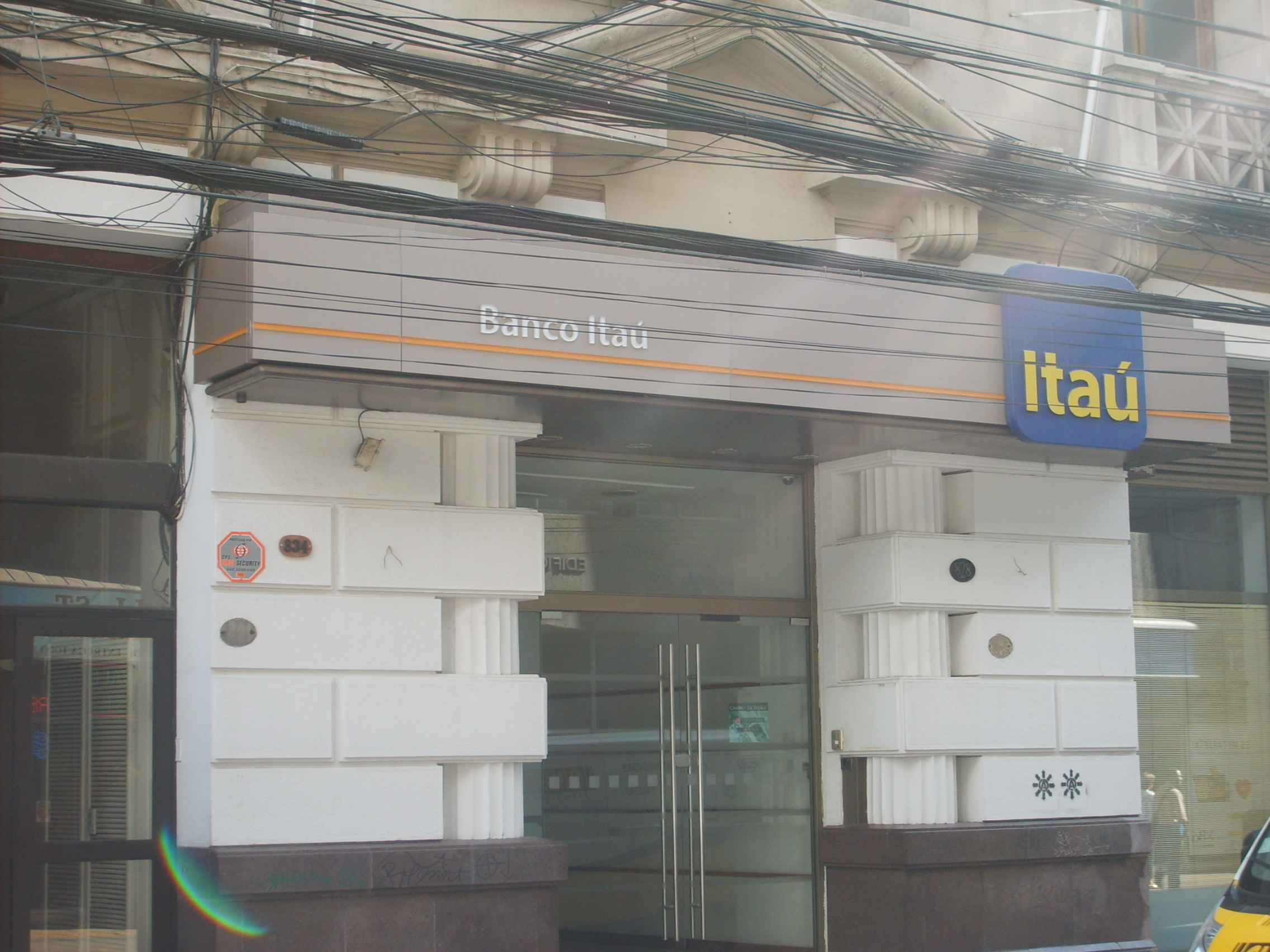
Sucursal del Banco Itaú en la ciudad de Valparaíso, Chile.

En 2006 adquirió las operaciones de BankBoston en Brasil, Chile y Uruguay. Esto aumentó los clientes del Banco Itaú en 300 000 y los activos en R$ 22 mil millones. A cambio, el Bank of America adquirió aproximadamente un 6 % de participación en el Banco Itaú. BankBoston do Brazil se fundó en 1947. Con la compra, el nombre BankBoston desapareció de Brasil, ya que Bank of America retuvo los derechos sobre el nombre. Itaú también recibió derechos exclusivos para comprar las operaciones de BankBoston en Chile y Uruguay. A finales de 2006 ejerció estos derechos y, a finales de 2006 y principios de 2007, recibió las aprobaciones regulatorias necesarias. Estas dos operaciones se convirtieron en Itaú Corpbanca y Banco Itaú Uruguay. 

## Fusión

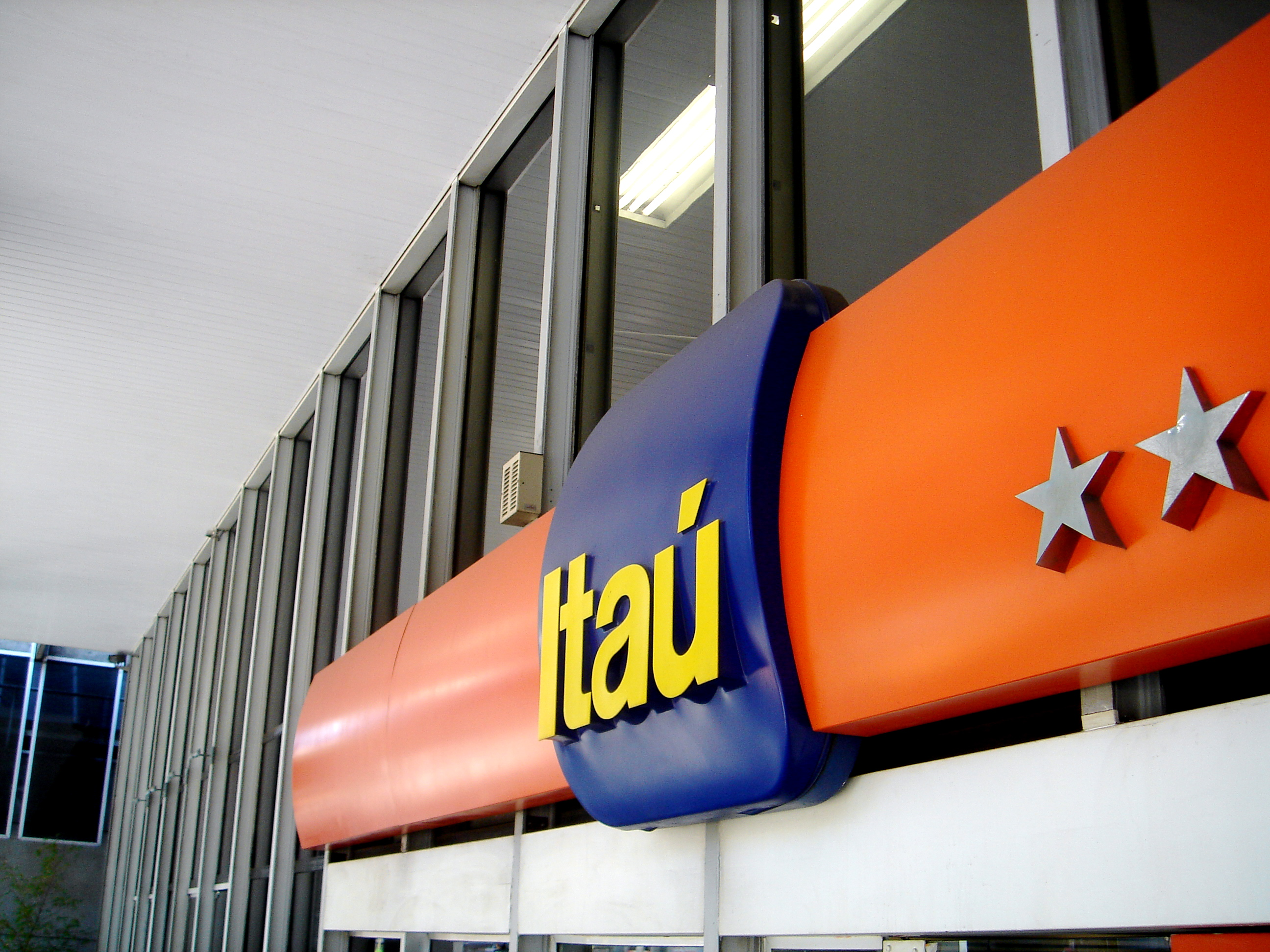
Sucursal del Banco en São Paulo.

El 3 de noviembre de 2008, el Banco Itaú anunció sus intenciones de fusionarse con el tercer banco brasileño Unibanco, lo que dará lugar al primer banco del país y uno de los mayores del mundo. Según los cálculos de los dos bancos, el valor de mercado de la nueva empresa sería hoy de R$ 110.900 millones, lo que pondría al grupo en el rango de los diez bancos más grandes del mundo y como el mayor grupo financiero en Latinoamérica y en el hemisferio sur. La fusión fue autorizada a fines de febrero de 2009 por el Banco Central de Brasil.
El nuevo banco Itaú Unibanco se ha convertido en uno de los mayores bancos en América.Tiene presencia en Latinoamérica (Argentina, Brasil, Chile, Colombia, Paraguay y Uruguay), Europa (Londres y Luxemburgo), Asia (Hong Kong y Japón) y Estados Unidos (Nueva York), con más de 17 millones de clientes y 3.000 oficinas de atención a público. Sus activos consolidados son de 504.000 millones de dólares (2011).

## Adquisiciones
- En 1961, la primera, adquirió el Banco de Comércio Paulista.
- En 1995, el BFB – Banco Francês e Brasileiro. (Itaú Personnalitè)
- En 1997, el Banco Banerj S.A.
- En 1998, el Bemge - Banco do Estado de Minas Gerais S.A.
- En 1998, Banco Itaú S.A. adquirió el 100% del capital del Banco del Buen Ayre.
- En 2000, el Banestado - Banco do Estado do Paraná S.A.
- En 2001, el BEG - Banco do Estado de Goiás S.A.; Lloyds TSB (Itaú Private Bank).
- En 2002, el Banco BBA-Creditanstalt(Itaú BBA); Banco Brascan (Itaú Private Bank).
- En 2003, el Banco Fiat do Brasil.
- En 2004, el BMC.
- En 2006, adquirió las operaciones de BankBoston en Brasil (Itaú Personnalitè), Chile y Uruguay.